# Alfred Bruer
Alfred Bruer nasceu em 4 de Novembro de 1897, faleceu em Schwäbisch Gmünd em 12 de Fevereiro de 1976.

## Biografia
Bauer se alistou para o Exército em 1914. Ele lutou na infantaria, encerrando a Primeira Guerra Mundial com a patente de Leutnant. Em 1920, ele entrou para a polícia retornando para o Exército somente em 1936. Com o início da Segunda Guerra Mundial, ele serviu em unidades de artilharia motorizadas, chegando a patente de Oberstleutnant.
Foi posto no comando do Pz.Art.Rgt. 155 (21ª Divisão Panzer) em Junho de 1941, após subiu para a patente de Oberst (1 de Fevereiro de 1942) e em seguida assumiu o comando interino da 21ª Divisão Panzer (21 de Julho até Agosto de 1942).
Ele foi feito prisioneiro na Tunísia em Maio de 1943, sendo libertado em 1947. Faleceu em Gmünd em 12 de Fevereiro de 1976.

## Condecorações
Foi condecorado com a Cruz de Cavaleiro da Cruz de Ferro (30 de Julho de 1942).